# ريتشارد ماكنزي
ريتشارد ماكنزي (بالإنجليزية: Richard L. McKenzie)‏ هو سياسي بريطاني وأسترالي (وحمل سابقاً جنسية المملكة المتحدة لبريطانيا العظمى وأيرلندا)، ولد في 8 يناير 1883، وتوفي في 13 يونيو 1959. انتخب عضو مجلس النواب جنوب أستراليا من الجمعية عن دائرة Electoral district of Murray (South Australia) ‏ وقد انضم خلال فترته النيابية (19 مارس 1938 – 6 مارس 1953) للكتلة البرلمانية مستقل.